# 18歳、新妻、不倫します。
『18歳、新妻、不倫します。』（じゅうはっさい にいづま ふりんします）は、わたなべ志穂による日本の漫画作品。『プチコミック』（小学館）にて、2019年11月号から2023年4月号まで連載された。
好きな人との恋愛を夢見ていた令嬢が両親から高校卒業後にお見合い結婚を迫られ、それを避けるために幼いころから付き添うボディーガードの男性に「不倫前提」の結婚を願ったことで巻き起こる、令嬢と俺様ボディガードによるウェディングラブストーリー。
2023年10月、朝日放送テレビにてテレビドラマ化。

## 登場人物
三条 明花（さんじょう めいか）
大富豪で絶対的な権力を持つ三条グループのひとり娘。
藤宮 煌（ふじみや こう）
明花の幼少期から付き添う、彼女のボディーガード。

## 書誌情報
- わたなべ志穂『18歳、新妻、不倫します。』小学館〈プチコミックフラワーコミックスα〉、全11巻
  1. 2020年6月10日発売[6][小 1]、ISBN 978-4-09-871020-1
  2. 2020年7月10日発売[小 2]、ISBN 978-4-09-871114-7
  3. 2020年11月10日発売[小 3]、ISBN 978-4-09-871192-5
  4. 2021年3月10日発売[小 4]、ISBN 978-4-09-871269-4
  5. 2021年7月9日発売[小 5]、ISBN 978-4-09-871426-1
  6. 2021年11月10日発売[小 6]、ISBN 978-4-09-871526-8
  7. 2022年3月10日発売[小 7]、ISBN 978-4-09-871600-5
  8. 2022年7月8日発売[小 8]、ISBN 978-4-09-871754-5
  9. 2022年11月10日発売[小 9]、ISBN 978-4-09-871809-2
  10. 2023年3月9日発売[小 10]、ISBN 978-4-09-872029-3
  11. 2023年4月10日発売[小 11]、ISBN 978-4-09-872110-8

## テレビドラマ
2023年10月15日から12月18日まで、朝日放送テレビの「ドラマL」枠で放送された。主演は藤井流星。

### あらすじ（テレビドラマ）
藤宮煌は、三条グループの敏腕営業マンであり、会長・清十郎からの厚い信頼を受け、一人娘・三条明花のボディーガードも務めていた。明花は幼いころから恋に憧れ、親の決めた見合い結婚に反発、不倫OKの偽装結婚を煌に持ちかける。盛大な結婚式を挙げ、本物の恋を見つけるために不倫したいと願う妻・明花と、彼女への想いを秘めながら守り続ける夫・煌の結婚生活が始まる。

### キャスト

#### 主要人物
藤宮煌（ふじみや こう）
演 - 藤井流星（幼少期：志水透哉）
明花の幼少期から付き添う、彼女のボディーガード。
三条明花（さんじょう めいか）
演 - 矢吹奈子（幼少期：池谷美音）
大富豪で絶対的な権力を持つ三条グループのひとり娘。

#### 周辺人物
岡本・J・真弓（おかもと J まゆみ）
演 - 小林涼子
煌の元恋人。宝飾店でエリアマネージャー。
三条周（さんじょう あまね）
演 - 小宮璃央
明花のひとつ年下の従弟。ウィーン在住のピアニスト。
月瀬遥（つきせ はるか）
演 - 山本涼介
とある会社の役員。
三条清十郎（さんじょう せいじゅうろう）
演 - 野添義弘
明花の祖父。三条グループの会長。
真宮蘭（まみや らん）
演 - 逢沢りな
謎のピアニスト。三条グループのCMオーディションに参加する。

### スタッフ
- 原作 - わたなべ志穂『18歳、新妻、不倫します。』（小学館『プチコミックフラワーコミックスα』刊）
- 脚本 - 阿相クミコ[4]
- 監督 - 湯浅弘章[4]、張元香織、吉田卓功
- 主題歌 - WEST.[注 1]「Beautiful」（Johnny's Entertainment Record）[7]
- アクションコーディネート - 三木一輝（ワーサル）
- プロデューサー - 山崎宏太、矢内達也、妙円園洋輝（ダブ）[4]
- 制作協力 - ダブ[4]
- 制作著作 - 朝日放送テレビ

### 放送日程
※ 放送日は制作局・朝日放送テレビ基準。
| 話数   | 放送日   | サブタイトル                         | 監督     |
| ------ | -------- | ------------------------------------ | -------- |
| 第1話  | 10月15日 | こんなお前、愛せるの俺しかいない     | 湯浅弘章 |
| 第2話  | 10月22日 | お前さ、もう俺にホレてるよな？       | 湯浅弘章 |
| 第3話  | 10月29日 | 奥様。俺と恋をしましょうか。         | 張元香織 |
| 第4話  | 11月06日 | これ以上は…ヤバい。                  | 吉田卓功 |
| 第5話  | 11月12日 | 俺、オトコだからね                   | 張元香織 |
| 第6話  | 11月20日 | 俺の10年越しの恋、ナメんなよ         | 吉田卓功 |
| 第7話  | 11月26日 | 初恋のくせに、上出来すぎ             | 張元香織 |
| 第8話  | 12月03日 | 新章突入！偽装結婚の真の目的とは ! ? | 湯浅弘章 |
| 第9話  | 12月11日 | 俺は、どうしたらいいんだ…            | 湯浅弘章 |
| 最終話 | 12月18日 | 俺はお前を愛していない。             | 湯浅弘章 |

- 第4話は特別番組『虎バンSP あかん阪神日本一なってもた!!』（23:00 - 翌1:40）の放送に伴う特別編成の関係で160分繰り下げ、翌6日2時35分 - 3時5分に放送された。
- 第6話は『世界ラリー日本大会 ラリージャパン2023』（21:00 - 22:30）の放送に伴う特別編成の関係で5分繰り下げ、翌20日0時 - 0時30分に放送された。
- 第9話は『フィギュアスケート・グランプリ フィギュアファイナル2023 最終日・エキシビション他』（23:30 - 翌0:55）の放送に伴う特別編成の関係で1時間繰り下げ、翌11日0時55分 - 1時25分に放送された[注 2]。
- 最終話も番組編成の都合[注 3]で55分繰り下げ、翌18日0時50分 - 1時20分に放送された。

| 朝日放送テレビ ドラマL                                      | 朝日放送テレビ ドラマL                                 | 朝日放送テレビ ドラマL                          |
| 前番組                                                      | 番組名                                                 | 次番組                                          |
| ----------------------------------------------------------- | ------------------------------------------------------ | ----------------------------------------------- |
| around1/4 アラウンド・クォーター （2023年7月9日 - 9月24日） | 18歳、新妻、不倫します。 （2023年10月15日 - 12月18日） | セレブ男子は手に負えません （2024年1月21日 - ） |